# Alciphron (Livro)

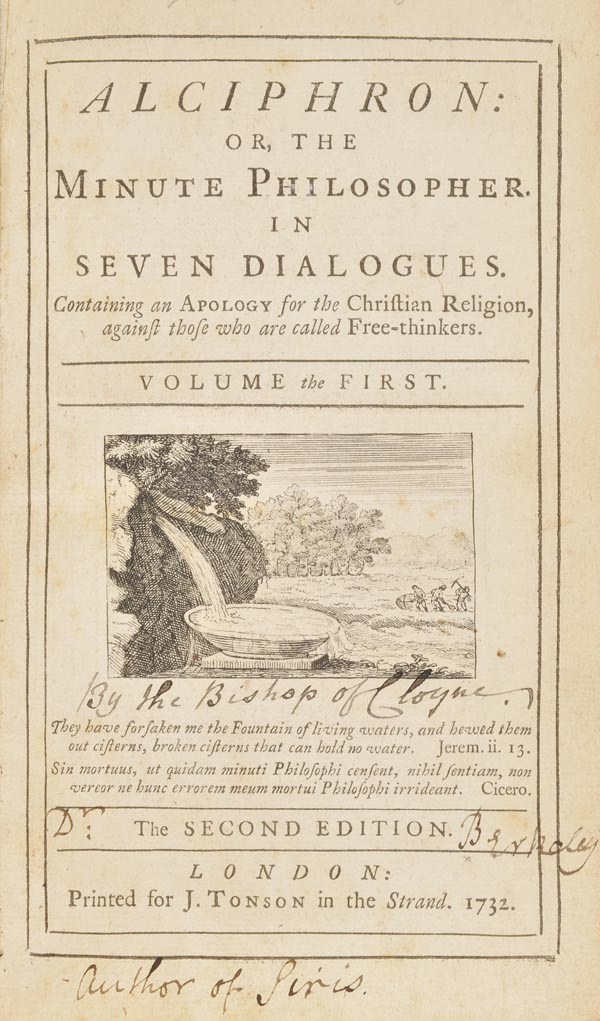
Alciphron página de título (1732)

Alciphron, ou The Minute Philosopher é um diálogo filosófico do filósofo irlandês do século XVIII George Berkeley (1685-1753), no qual Berkeley combateu os argumentos de pensadores livres como Mandeville e Shaftesbury contra a religião cristã. Foi publicado pela primeira vez em 1732.
O diálogo é principalmente entre quatro personagens, os pensadores livres Alciphron e Lysicles, o porta-voz de Berkeley, Euphranor, e Crito, que atua como porta-voz do cristianismo tradicional. O narrador mais silencioso do diálogo recebe o nome de Dion.

## Conteúdo
A obra contém duas seções especialmente notáveis:
- Diálogo IV, no qual Berkeley apresenta um novo argumento teleológico para a existência de Deus baseado na teoria da linguagem visual de Berkeley, defendida no Essay Toward a New Theory of Vision (publicado pela primeira vez em 1709 e incluído na primeira edição de Alciphron).[1]
- Diálogo VII, no qual Berkeley apresenta uma nova teoria da linguagem que foi comparada com a teoria da linguagem defendida por Ludwig Wittgenstein em suas Investigações filosóficas.[2]

Em um trabalho posterior, The Theory of Vision Vindicated and Explained (publicado pela primeira vez em 1733), Berkeley aduziu o trabalho de Alberto Radicati como evidência de que os pontos de vista defendidos pelo personagem Lysicles não eram excessivamente exagerados (parágrafo 5).
A obra expressava a oposição de Berkeley ao catolicismo. Nele, ele sugeriu que o livre pensamento, ao prejudicar o protestantismo, deixaria a Inglaterra aberta à conversão por missionários católicos romanos. Em 1742, a Igreja Católica respondeu às opiniões anticatólicas da obra, colocando-a no Índice de Livros Proibidos, onde permaneceu até a abolição do Index em 1966.

## Publicação
Foi originalmente publicado anonimamente sob o título completo Alciphron: ou, o filósofo minucioso. Em sete diálogos. Contendo uma apologia da religião cristã, contra aqueles que são chamados de livres-pensadores, impresso em Londres por J. Tonson em 2 volumes. O segundo volume continha em Apêndice seu An Essay towards a New Theory of Vision e, portanto, não era muito anônimo. A edição póstuma de 1755 foi a primeira a incluir o nome de Berkeley como autor. O livro começou a ser escrito quando Berkeley morava em Whitehall Farm, Rhode Island, na América, e foi concluído quando ele retornou para Londres em 1731.

## Recepção
O livro foi criticado por uma carta no Daily Postboy (setembro de 1732) à qual Berkeley respondeu em sua Theory of Vision (1733). Peter Browne, Bispo de Cork, respondeu a Berkeley em sua Divine Analogy (1733). Bernard Mandeville respondeu em um panfleto intitulado A Letter to Dion (1732). Lord John Hervey protestou contra o racionalismo de Alciphron em seu Some Remarks on the Minute Philosopher (1732). A crítica filosófica de Francis Huthenson apareceu na quarta edição de seu Inquiry into the Origin of our Ideas of Beauty and Virtue (1738). O clérigo americano Samuel Johnson escreveu uma revisão mais simpática na Elementa Philosophica (1752).